# Mysmenopsis huascar
Mysmenopsis huascar är en spindelart som beskrevs av Léon Baert 1990. Mysmenopsis huascar ingår i släktet Mysmenopsis och familjen Mysmenidae.
Artens utbredningsområde är Peru. Inga underarter finns listade i Catalogue of Life.